# 재회의 거리
《재회의 거리》(영어: Bright Lights, Big City)는 미국과 일본에서 제작된 제임스 브리지스 감독의 1988년 드라마 영화이다. 마이클 J. 폭스, 키퍼 서덜랜드 등이 출연하였고, 마크 로젠버그, 시드니 폴랙 등이 제작에 참여하였다. 대한민국 방영명은 마이클 J. 폭스의 사랑과 배신이다.

## 출연진
- 마이클 J. 폭스
- 키퍼 서덜랜드
- 피비 케이츠
- 스우시 커츠
- 프랜시스 스턴헤이건
- 트레이시 폴런
- 존 하우스먼
- 찰리 슐라터
- 다이앤 위스트
- 앨릭 마파
- 윌리엄 히키
- 샘 로바즈
- 제시카 런디
- 켈리 린치
- 애너벨 거위치
- 마리아 피틸로
- 데이비드 하이드 피어스
- 제이슨 로바즈

## 기타 제작진
- 협력 제작: 잭 라슨
- 배역: 메리 커훈
- 미술: 산토 로콰스토
- 의상: 버니 폴랙
- 음악 총괄 제작: 조엘 실

## 사운드트랙
곡 목록
| #            | 제목                                        | 작사·작곡                                                         | 음악가         | 재생 시간 |
| ------------ | ------------------------------------------- | ----------------------------------------------------------------- | -------------- | --------- |
| 1.           | 〈Good Love〉                               | 프린스                                                            | 프린스         | 5:12      |
| 2.           | 〈True Faith〉                              | 질리언 길버트, 스티븐 헤이그, 피터 훅, 스티븐 모리스, 버나드 섬너 | 뉴 오더        | 5:54      |
| 3.           | 〈Divine Emotions〉                         | 제프리 코언, 나러다 마이클 월든                                   | 나러다         | 4:27      |
| 4.           | 〈Kiss and Tell〉                           | 브라이언 페리                                                     | 브라이언 페리  | 4:06      |
| 5.           | 〈Pleasure, Little Treasure (Glitter Mix)〉 | 마틴 고어                                                         | 더페시 모드    | 5:36      |
| 6.           | 〈Century's End〉                           | 도널드 페이건, 티머시 메허                                        | 도널드 페이건  | 5:31      |
| 7.           | 〈Obsessed〉                                | 올리버 리버                                                       | 더 노이즈 클럽 | 5:40      |
| 8.           | 〈Love Attack〉                             | 섀넌 도슨, G. “러브” 제이                                         | 콩크           | 4:00      |
| 9.           | 〈Ice Cream Days〉                          | 제니퍼 캐런 홀, 앨런 타니                                         | 제니퍼 홀      | 4:38      |
| 10.          | 〈Pump Up the Volume〉                      | 마틴 영, 스티브 영                                                | 마스           | 4:06      |
| 총 재생 시간 | 총 재생 시간                                | 총 재생 시간                                                      | 총 재생 시간   | 49:14     |